# Сухопътни войски
Сухопътните войски са вид въоръжени сили за водене на бойни действия по суша.
Организационно се състоят от различни по размер военни формирования: обединения, съединения, части и подразделения.

Включват следните родове войски:
- Автомобилни войски
- Артилерия
- Бронетанкови войски
- Въздушно-десантни войски
- Инженерни войски
- Мотострелкови войски
- Пехота
- Противовъздушна отбрана (ПВО)
- Ракетни войски
- Радио-технически войски
- Свързочни войски
- Танкови войски
- Химически войски